# Bahía de las Vacas
La bahía de las Vacas,(En portugués: Baía das Vacas) también conocida como Bahía de Santo António, Baía da Torre y ensenada de São Filipe de Benguela, es un accidente geográfico de tipo bahía ubicado frente a la ciudad de Benguela, en Angola. Está ubicado en la provincia de Benguela, en la parte occidental del país, a 430 kilómetros al sur de la capital, Luanda.
En un principió, este accidente geográfico fue usado para proteger la ciudad de San Felipe frente a los ataques navales. Para aprovechar la bahía se construyó Fuerte São Filipe de Benguela y del Puerto de Benguela, durante la ocupación portuguesa, que funcionaban como puerta de entrada a la Meseta Central angoleña.
En una definición más restringida, la bahía comprende todo el cuerpo de agua entre la desembocadura del río Catumbela y la punta de Sombreiro, este último es un cabo con elevación en forma de colina. En una definición más amplia, la bahía comprende todo el cuerpo de agua desde la desembocadura del Catumbela hasta Ponta das Vacas, una pequeña península más al sur, que incluye incluso la bahía de Caota.